# Sociedad Española de Cardiología
La Sociedad Española de Cardiología (SEC) es una organización científica y profesional sin ánimo de lucro dedicada a incrementar el estado del conocimiento sobre el corazón y el sistema circulatorio, a avanzar en la prevención y el tratamiento de sus enfermedades y a mejorar la supervivencia y la calidad de vida de los pacientes cardíacos.
La SEC cuenta con más de 4.000 socios, entre cardiólogos y profesionales relacionados con las enfermedades cardiovasculares, tanto españoles como procedentes del ámbito europeo, latinoamericano o internacional.
La SEC aprobó sus primeros estatutos en noviembre de 1944. El trabajo desarrollado a lo largo de estas décadas le ha permitido forjarse una posición de prestigio e influencia además de evolucionar en su estructura y organización hasta alcanzar un modelo de gestión acorde a las necesidades de la sociedad, el paciente y el sistema sanitario del siglo XXI y capaz de cumplir con los objetivos que la impulsan.

## Objetivos
1. Liderar el conocimiento sobre las afecciones cardiovasculares
2. Contribuir a la investigación internacional, especialmente europea y latinoamericana
3. Crear vínculos nacionales e internacionales para el desarrollo de acciones y la distribución de recursos en materia cardiovascular.
4. Representar a los profesionales interesados en el área cardiovascular.

## Valores
Los valores éticos constituyen el soporte de credibilidad y legitimidad de la SEC como asociación. Fruto del trabajo y la reflexión de la Comisión de Asesoría Ética, en 2007 vio la luz el Marco Ético de la Sociedad Española de Cardiología. A través del mismo la SEC propone a sus socios unas pautas de actuación en su práctica diaria, establece un horizonte de compromiso cívico como asociación científica y estimula el debate responsable sobre los problemas éticos de la actividad. Los principales valores de la organización son: Integridad, Confidencialidad, Confianza, Independencia, Veracidad, Dignidad, Diálogo, Compromiso Cívico, Justicia Distributiva y Legalidad.

## Junta directiva
La Junta Directiva es el órgano de administración ordinaria de la Sociedad y de ejecución de los acuerdos de la Asamblea General, que funciona en régimen de Comité Ejecutivo o con carácter plenario, respectivamente. La Junta Directiva en Pleno se reúne, como mínimo, dos veces al año, una de ellas coincidiendo con el Congreso Anual de la Sociedad y el Comité Ejecutivo una vez al mes, por lo menos.

## Asociaciones y Secciones Científicas
- Asociación de Cardiología Clínica
- Asociación de Cardiopatía Isquémica y Cuidados Agudos Cardiovasculares
- Asociación del Ritmo Cardiaco
- Asociación de Cardiología Intervencionista
- Asociación de Imagen Cardiaca
- Asociación de Insuficiencia Cardiaca
- Asociación de Riesgo Vascular y Rehabilitación Cardiaca
- Sección de Cardiología Geriátrica
- Sección de Cardiología Pediátrica y Cardiopatías Congénitas
- Sección de Estimulación Cardiaca
- Sección de Valvulopatías y Patología aórtica
- Sección de Cardiopatías Familiares y Genética Cardiovascular

## Sociedades Filiales
- Sociedad Andaluza de Cardiología
- Sociedad Aragonesa de Cardiología
- Sociedad Asturiana de Cardiología
- Sociedad Balear de Cardiología
- Sociedad Canaria de Cardiología
- Sociedad Castellana de Cardiología
- Sociedad Castellano-Leonesa de Cardiología
- Sociedad Catalana de Cardiología
- Sociedad Extremeña de Cardiología
- Sociedad Gallega de Cardiología
- Sociedad Murciana de Cardiología
- Sociedad Valenciana de Cardiología
- Sociedad Vasco-Navarra de Cardiología

## Sociedades Colaboradoras
- Sociedad Española Cirugía Torácica y Cardiovascular
- Asociación Española de Enfermería en Cardiología

## Sede de la SEC
La Casa del Corazón es la sede de la Sociedad Española de Cardiología, la Fundación Española del Corazón y la Asociación Española de Enfermería en Cardiología. 
Esta sede es el escenario de encuentros profesionales, científicos, divulgativos y de formación en el campo de la Cardiología y la prevención cardiovascular. También funciona como lugar de reunión, intercambio de información y profesionalización de todos los implicados en la salud del corazón. 
La Casa del Corazón está ubicada en la Calle Nuestra Señora de Guadalupe N.º 5-7, 28028, Madrid, España.